# Protagonistas (programa de televisión)
Protagonistas... es un reality show de habla hispana con origen en Estados Unidos.

## Protagonistas en el mundo
| País                        | Nombre Local                                                                          | Canal de TV                | Ganadores | Presentadores                                                    |
| --------------------------- | ------------------------------------------------------------------------------------- | -------------------------- | --- | ---------------------------------------------------------------- |
| Brasil                      | Casa dos Artistas Web Oficial (No Activa)                                             | SBT DirecTV (24H)          | 1.ª Edición, 2001: Bárbara Paz 2.ª Edición, 2002: Rafael Vanucci 3.ª Edición, 2002: Sérgio Paiva 4.ª Edición, 2004: Carol Hubner                                          | Silvio Santos (1.ª-3.ª) Regina Volpato (4.ª)                     |
| Chile                       | Protagonistas de la Fama Web Oficial (No Activa)                                      | Canal 13                   | 1.ª Edición, 2003: Álvaro Ballero Alvarado & Catalina Bono Zárate | Sergio Lagos (1.ª)                                               |
| Chile                       | Protagonistas de la Música Web Oficial (No Activa)                                    | Canal 13                   | 1.ª Edición, 2003: María Ximena Abarca | Sergio Lagos (1.ª)                                               |
| Colombia                    | Protagonistas de Novela Web Oficial (No Activa)                                       | RCN Televisión             | 1.ª Edición, 2002: Jaider Villa & Ximena Córdoba 2.ª Edición, 2003: Nicolás Reyes Rivera & Shirly Gómez Reyez 3.ª Edición, 2004: Enrique Duque, "Kike" & Ana Rivera Prado | María Cecilia Botero (1.ª) Luis Mesa (2.ª) Amparo Grisales (3.ª) |
| Colombia                    | Protagonistas de Nuestra Tele Web Oficial                                             | RCN Televisión             | 1.ª Edición, 2010: Cristian Suárez & Angélica Salgado 2.ª Edición, 2012: Jhoan Álvarez & Sara Uribe 3.ª Edición, 2013: Juver Bilvao & Gaby Garrido                        | Géraldine Zivic (1.ª) Andrea Serna (2.ª-3.ª)                     |
| Colombia                    | Protagonistas                                                                         | RCN Televisión             | 1.ª Edición, 2017: Jonathan Fierro | Ximena Córdoba(1.ª) Luciano D'Alessandro(1.ª)                    |
| España                      | Estudio de Actores Web Oficial (No Activa)                                            | Antena 3 Vía Digital (24H) | 1.ª Edición, 2002: Cancelado | Juan Ramón Lucas (1.ª)                                           |
| Estados Unidos (en Español) | Protagonistas de Novela                                                               | Telemundo                  | Season 1, 2002: Raúl Arrieta & Millie Ruperto Season 2, 2003: Erick Elías & Michelle Vargas                                                                               | José Ángel Llamas (1.ª) Víctor Mallarino (2.ª)                   |
| Estados Unidos (en Español) | Protagonistas de la Música                                                            | Telemundo                  | 1.ª Edición, 2003: Miguel Ángel Guzmán & Bárbara Higuera | Carlos Ponce (1.ª)                                               |
| Estados Unidos (en Español) | Protagonistas de la Fama VIP Web Oficial (No Activa) Web Oficial en Terra (No Activa) | Telemundo                  | 1.ª Edición, 2004: Roberto Mateos & Litzy Vannya Domínguez | José Ángel Llamas (1.ª)                                          |
| Estados Unidos (en Español) | Protagonistas: El Reality Web Oficial                                                 | Univision                  | 1.ª Edición, 2011: Laura Alemán | José Ángel Llamas (1.ª)                                          |
| México                      | Estrellas de Novela Web Oficial (No Activa)                                           | TV Azteca DirecTV (24H)    | 1.ª Edición, 2003: Cynthia Hernández González & Emmanuel Orenday Franco                                                                                                   | Silvia Navarro (1.ª)                                             |
| Venezuela                   | Protagonistas de Novela Web Oficial (No Activa)                                       | Venevisión                 | 1.ª Edición, 2002: Luis Manuel Nessy & María Edilia Rangel | Jose Useche (1.ª)                                                |

- Nota: Las webs no activas podrás visualizarlas a través de la web de Wayback Machine.

     País que actualmente está emitiendo Protagonistas.
     País que planea emitir una nueva edición de Protagonistas.
     País que está negociando con la productora emitir una nueva edición de Protagonistas, aunque no sea oficial aún de que se llegue a emitir.
     País que no planea emitir una nueva edición de Protagonistas.